# PERVERZE
「PERVERZE」（パーバーズ）は東京発のファッションブランド＆プロジェクト。80〜90年代のストリートファッションシーンをインスピレーションとしたワードローブを展開。次世代のクリエイター達と共に創り上げていくプロセスを尊重し、ブランド＆プロジェクトという独自のスタイルを取っている。ストリートファッションシーンで出会す様々な個性に着目し、それらを尊重するだけでなく、素材、加工、パターンなどといった物作りのプロセスにも真摯に向き合い、普遍性の中に潜むオリジナリティを引き出し、表現する独自のファッションを生み出している。